# University Park, Illinois
University Park är en ort (village) i Cook County, och  Will County, i delstaten Illinois, USA. Enligt United States Census Bureau har orten en folkmängd på 7 170 invånare (2011) och en landarea på 28,1 km².